# ナイジェル・ルーバック
ナイジェル・ルーバック (Nigel Roebuck、1946年 - ) は、イギリスの自動車評論家。イングランドのマンチェスター出身。1971年からフォーミュラ1のレポーターを務め、F1の世界において最も大きな影響力を持つライターの一人と見なされる。2007年からはモータースポーツ誌の編集長を務める。

## 概要
ルーバックはノース・ヨークシャーのギグルズウィック・スクールを卒業し、キース・ダックワースの同窓生であった。彼はフリーランスのライターとして多くの出版社に記事を書き、1975年にはエンバシー・ヒルチームのプレスオフィサーも務めた。同じ頃にオートスポーツ誌にも記事を書き、1977年には同誌のグランプリ特派員となった。
ルーバックの週刊連載のコラムは「5th Column （第五列）」と題されたが、スペイン反政府軍の将軍エミリオ・モラ・ビダルのいう「スパイ」とは異なり、1970年代後半から80年代にかけてのドライバー、チームマネージャー、その他の重要なF1関係者たちの内側の視点から書かれた必読のコラムであった。日本でもニューズ出版が特約を結び、日本語訳が同社の『Racing On』で連載された。
彼は誰よりも愛したレースカテゴリーであるF1における活動で、何人かのドライバーと非常に親密な関係を築いた。その中にはジル・ヴィルヌーヴ、クリス・エイモン、ケケ・ロズベルグ、マリオ・アンドレッティ、エディ・チーバー、デレック・ワーウィック、アイルトン・セナ、アラン・プロストといったドライバーが含まれる。
彼はまた、ロードスター時代のアメリカのオーバルレーシングに関する文学の情熱的なコレクターでもある。
2007年末で彼はオートスポーツ誌とウェブサイトでの週刊連載を止め、新たなポジションであるモータースポーツ誌の編集長職に専念することとなった。
ルーバックは1982年にポール・リカール・サーキットでルノーF1をドライブしている。また、1988年カナダグランプリではESPNのコメンテーターを務めた。
2018年にはF1パドック殿堂の第1回表彰者に選ばれている。